# Kościół św. Dionizego w Munderkingen
Kościół św. Dionizego (niem. St. Dionysius) – rzymskokatolicka świątynia parafialna znajdująca się w niemieckim mieście Munderkingen.

## Historia
Najstarsze elementy kościoła pochodzą z XII wieku, około 1500 romańską świątynię przebudowano w stylu gotyckim. Przed 1738 rokiem prezbiterium nadano barokowy wystrój.

## Architektura
Świątynia gotycko-barokowa, trójnawowa. We wnętrzu znajdują się obrazy drogi krzyżowej prawdopodobnie pochodzące z gotyckiego ołtarza z 1471 roku, barokowy ołtarz główny oraz organy z warsztatu Winfrieda Albieza z 1976.

## Galeria

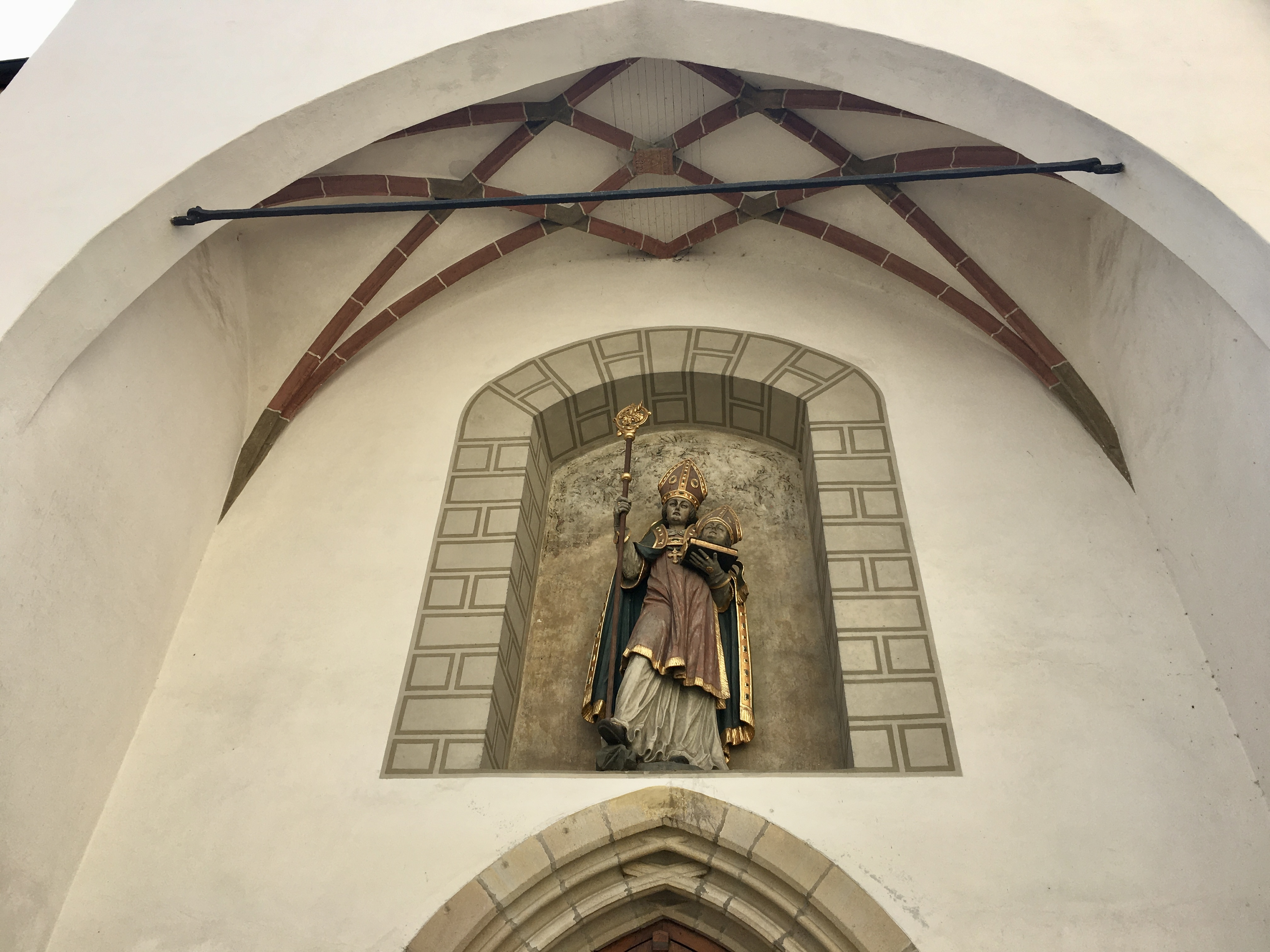
Rzeźba św. Dionizego nad północnym portalem
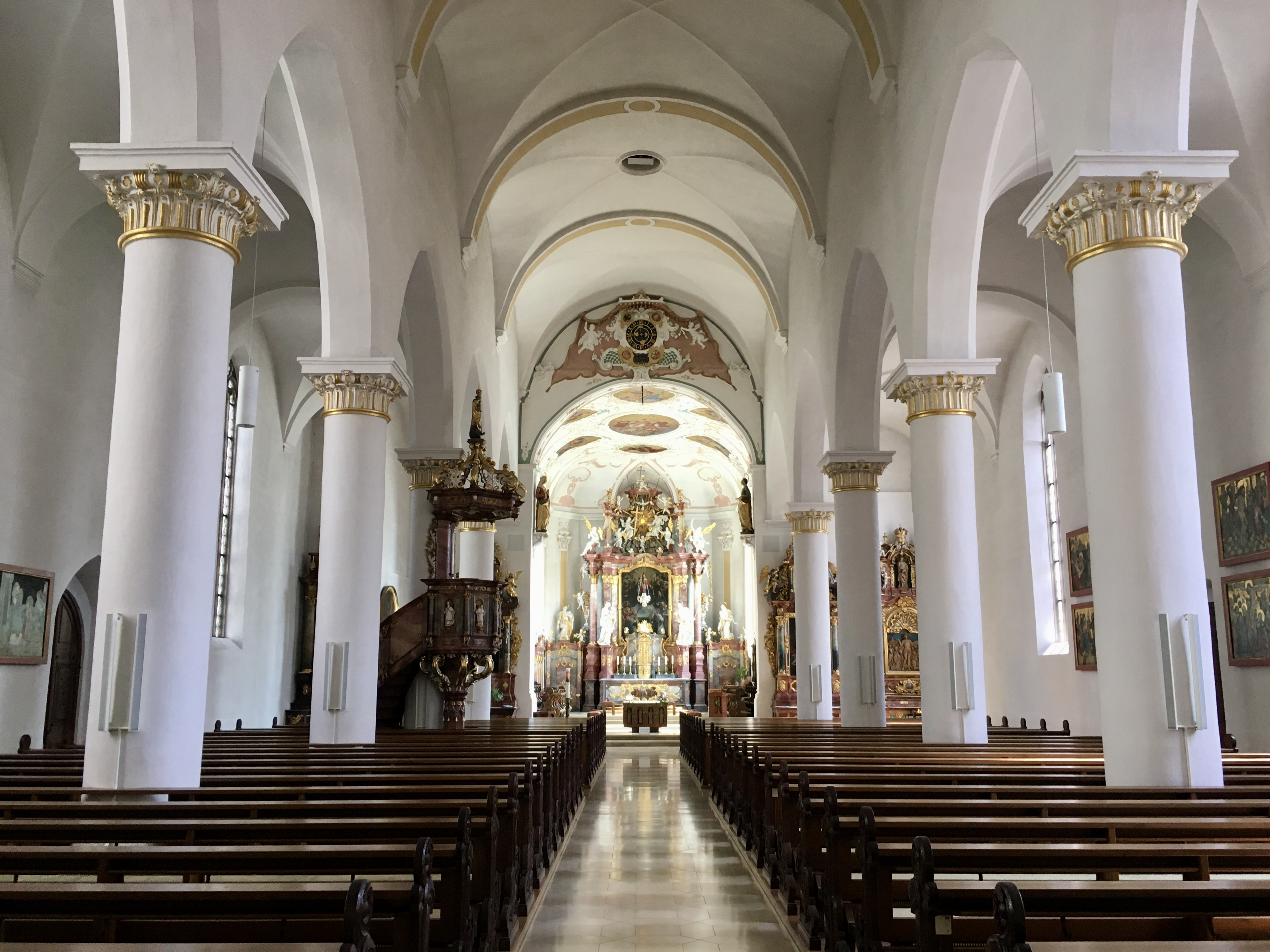
Wnętrze
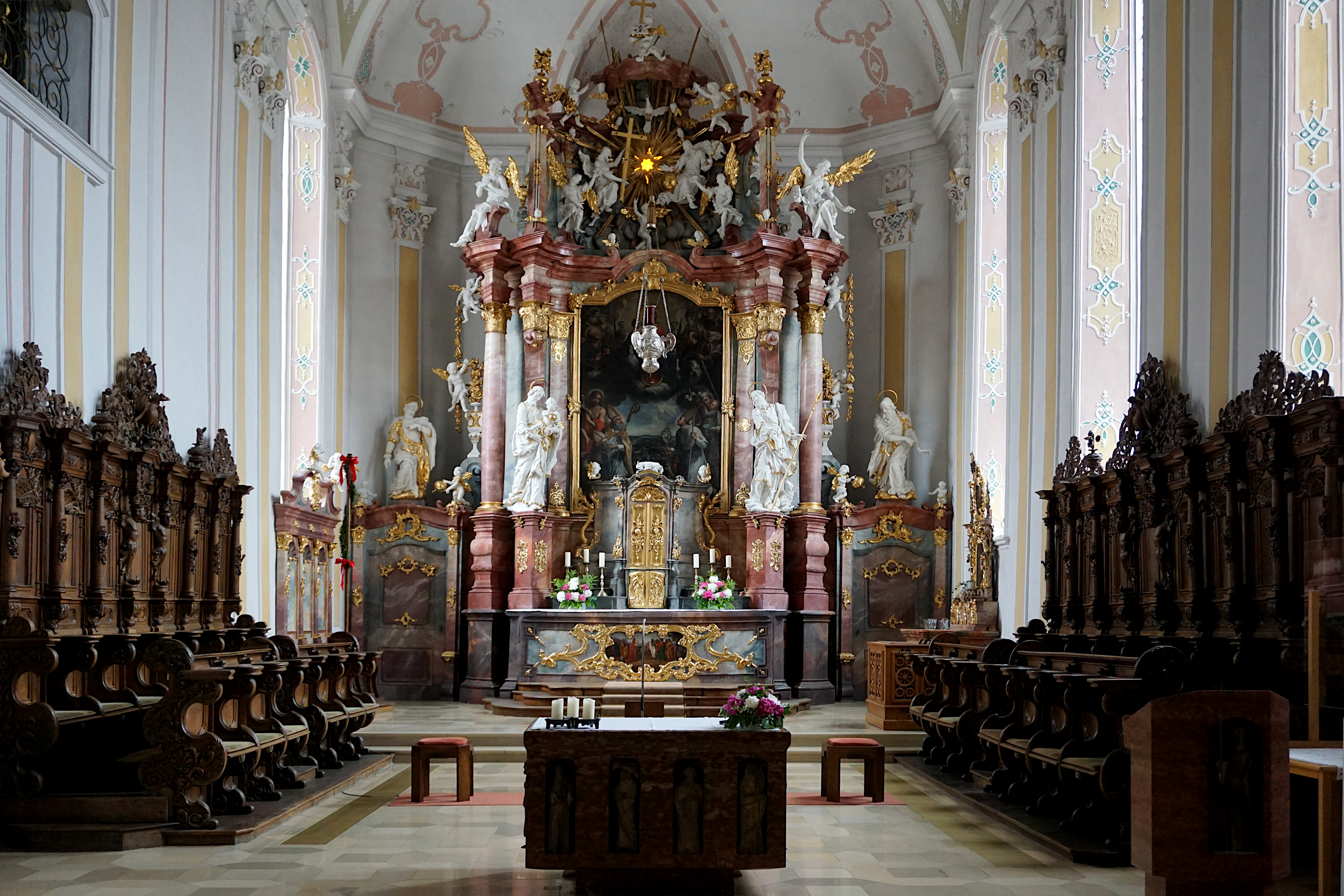
Prezbiterium
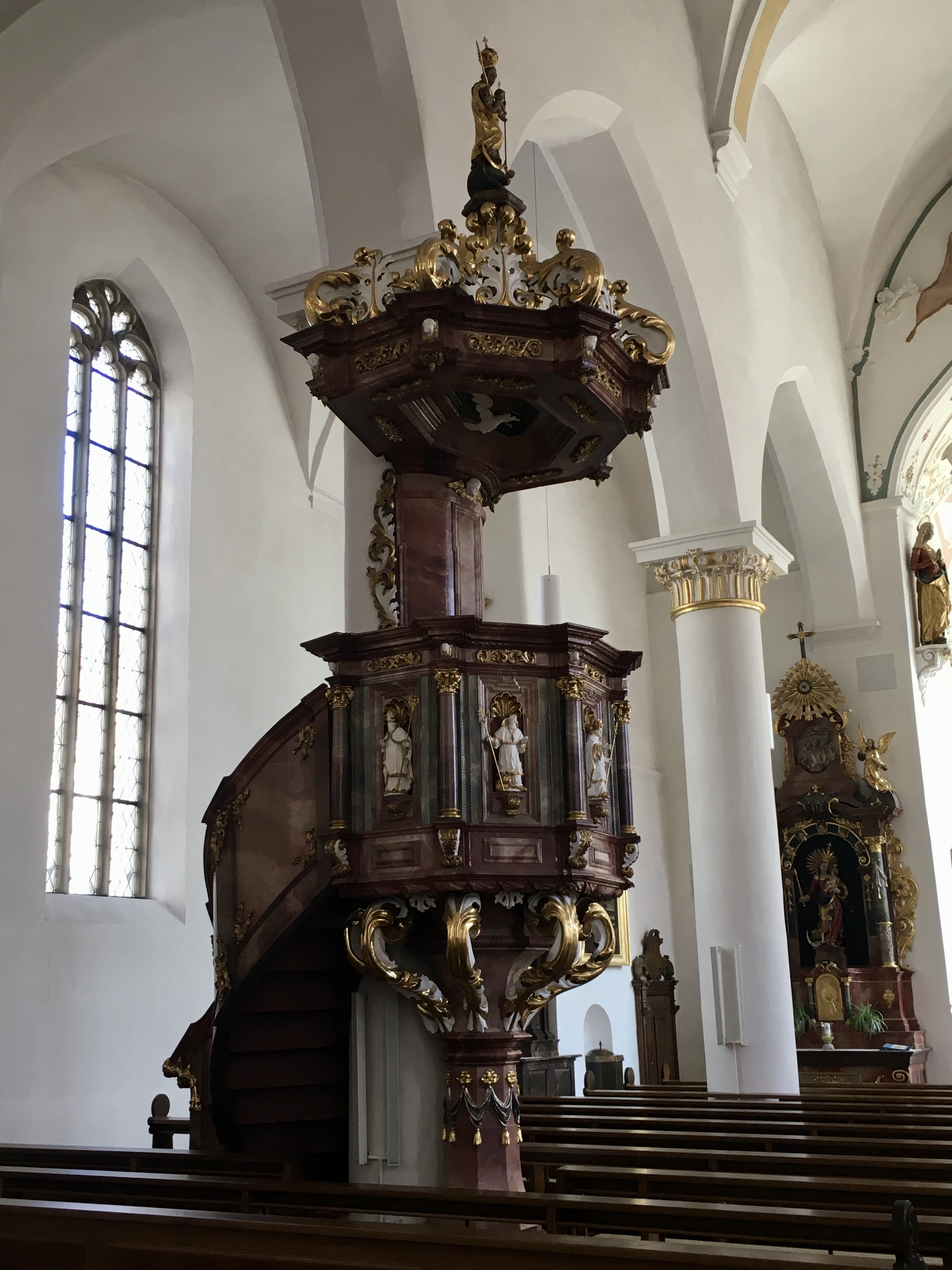
Ambona
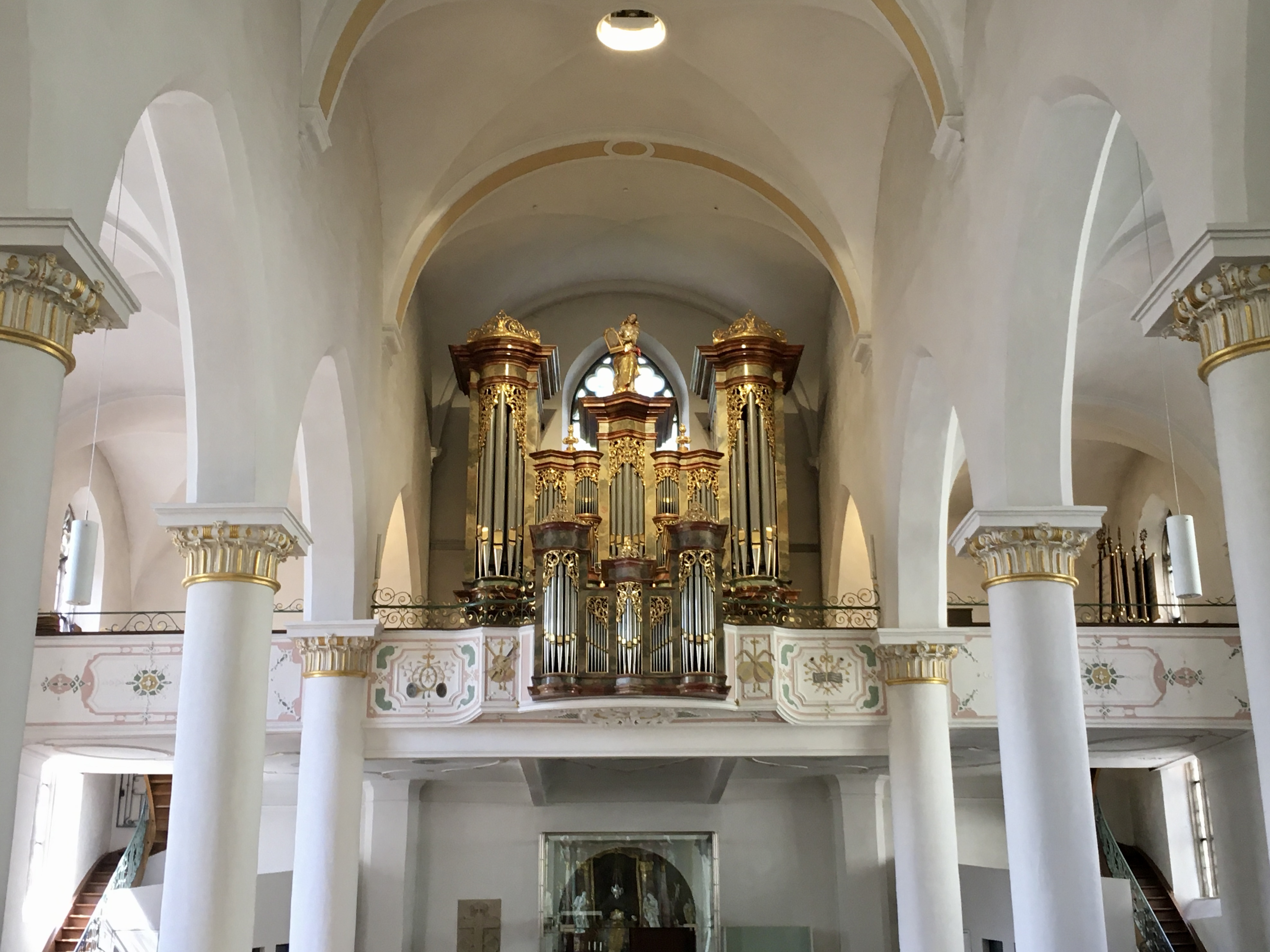
Empora i organy